# Okręg wyborczy nr 60 do Senatu Rzeczypospolitej Polskiej
Okręg wyborczy nr 60 do Senatu Rzeczypospolitej Polskiej obejmuje obszar powiatów białostockiego i sokólskiego oraz miasta na prawach powiatu Białegostoku (województwo podlaskie). Wybierany jest w nim 1 senator na zasadzie większości względnej.
Utworzony został w 2011 na podstawie Kodeksu wyborczego. Po raz pierwszy zorganizowano w nim wybory 9 października 2011. Wcześniej obszar okręgu nr 60 należał do okręgu nr 23.
Siedzibą okręgowej komisji wyborczej jest Białystok.

## Reprezentanci okręgu
| Rok  | Rok            | Senator            | Komitet wyborczy                                                           |
| ---- | -------------- | ------------------ | -------------------------------------------------------------------------- |
|      | 2011           | Tadeusz Arłukowicz | Platforma Obywatelska RP                                                   |
|      | 2015           | Jan Dobrzyński     | Prawo i Sprawiedliwość                                                     |
| 2019 | Mariusz Gromko |                    | Prawo i Sprawiedliwość                                                     |
|      | 2023           | Maciej Żywno       | KKW Trzecia Droga Polska 2050 Szymona Hołowni – Polskie Stronnictwo Ludowe |

## Wyniki wyborów

### Wybory parlamentarne 2011
| Kandydat                                                                                      | Kandydat           | Komitet wyborczy                                     | Głosów | Głosów | Głosów |
| Kandydat                                                                                      | Kandydat           | Komitet wyborczy                                     | Liczba | %      | +/–    |
| --------------------------------------------------------------------------------------------- | ------------------ | ---------------------------------------------------- | ------ | ------ | ------ |
|                                                                                               | Tadeusz Arłukowicz | Platforma Obywatelska RP                             | 84 049 | 41,73  | –      |
|                                                                                               | Marek Zagórski     | Prawo i Sprawiedliwość                               | 70 621 | 35,06  | –      |
|                                                                                               | Mikołaj Mironowicz | Sojusz Lewicy Demokratycznej                         | 25 078 | 12,45  | –      |
|                                                                                               | Wiesław Żyliński   | Polskie Stronnictwo Ludowe                           | 16 289 | 8,09   | –      |
|                                                                                               | Andrzej Grabowski  | Ruch Patriotyczny (do 2023 Liga Obrony Suwerenności) | 5391   | 2,68   | –      |
| Frekwencja: 51,70% Liczba głosów ważnych: 201 428 (97,06%) Źródło: Państwowa Komisja Wyborcza |                    |                                                      |        |        |        |

### Wybory parlamentarne 2015
| Kandydat                                                                                      | Kandydat            | Komitet wyborczy         | Głosów | Głosów | Głosów |
| Kandydat                                                                                      | Kandydat            | Komitet wyborczy         | Liczba | %      | +/–    |
| --------------------------------------------------------------------------------------------- | ------------------- | ------------------------ | ------ | ------ | ------ |
|                                                                                               | Jan Dobrzyński      | Prawo i Sprawiedliwość   | 92 252 | 45,89  | +10,83 |
|                                                                                               | Maciej Żywno        | Platforma Obywatelska RP | 71 265 | 35,45  | –6,28  |
|                                                                                               | Krzysztof Krasowski | KWW Spoza Sitwy          | 17 398 | 8,65   | –      |
|                                                                                               | Aneta Grudzińska    | KWW Polska Obywatelska   | 8819   | 4,39   | –      |
|                                                                                               | Jolanta Kamińska    | KWW Forum Obywatelskie   | 7545   | 3,75   | –      |
|                                                                                               | Janusz Kamiński     | KWW Pakt Obywatelski     | 3741   | 1,86   | –      |
| Frekwencja: 52,33% Liczba głosów ważnych: 201 020 (96,43%) Źródło: Państwowa Komisja Wyborcza |                     |                          |        |        |        |

### Wybory parlamentarne 2019
| Kandydat                                                                                      | Kandydat              | Komitet wyborczy                           | Głosów  | Głosów | Głosów |
| Kandydat                                                                                      | Kandydat              | Komitet wyborczy                           | Liczba  | %      | +/–    |
| --------------------------------------------------------------------------------------------- | --------------------- | ------------------------------------------ | ------- | ------ | ------ |
|                                                                                               | Mariusz Gromko        | Prawo i Sprawiedliwość                     | 104 694 | 43,90  | –1,99  |
|                                                                                               | Zbigniew Nikitorowicz | KKW Koalicja Obywatelska PO .N iPL Zieloni | 86 582  | 36,31  | +0,86  |
|                                                                                               | Wanda Jankowska       | KWW Kukiz15 do Senatu                      | 24 745  | 10,38  | –      |
|                                                                                               | Jan Dobrzyński ●      | KWW Zjednoczona Prawica                    | 22 435  | 9,41   | –      |
| Frekwencja: 61,97% Liczba głosów ważnych: 238 456 (98,24%) Źródło: Państwowa Komisja Wyborcza |                       |                                            |         |        |        |

### Wybory parlamentarne 2023
| Kandydat                                                                                      | Kandydat            | Komitet wyborczy                                                           | Głosów  | Głosów | Głosów |
| Kandydat                                                                                      | Kandydat            | Komitet wyborczy                                                           | Liczba  | %      | +/–    |
| --------------------------------------------------------------------------------------------- | ------------------- | -------------------------------------------------------------------------- | ------- | ------ | ------ |
|                                                                                               | Maciej Żywno        | KKW Trzecia Droga Polska 2050 Szymona Hołowni – Polskie Stronnictwo Ludowe | 139 531 | 49,58  | –      |
|                                                                                               | Mariusz Gromko ●    | Prawo i Sprawiedliwość                                                     | 106 138 | 37,72  | –6,18  |
|                                                                                               | Zbigniew Kasperczuk | Konfederacja Wolność i Niepodległość                                       | 35 742  | 12,70  | –      |
| Frekwencja: 74,71% Liczba głosów ważnych: 281 411 (98,24%) Źródło: Państwowa Komisja Wyborcza |                     |                                                                            |         |        |        |